# Søllerød Sogn
Søllerød Sogn er et sogn i Rudersdal Provsti (Helsingør Stift). Sognet ligger i Rudersdal Kommune; indtil Kommunalreformen i 1970 lå det i Sokkelund Herred (Københavns Amt). I Søllerød Sogn ligger Søllerød Kirke.
Sognet har gennem årene undergået en del forandringer: en del udskilt til Hørsholm Sogn i 1853, en del udskilt til Vedbæk Sogn i 1923, Ny Holte Sogn udskilt i 1959, en del udskilt til Nærum Sogn i 1961. 
I Søllerød Sogn findes flg. autoriserede stednavne:
- Holte (bebyggelse, ejerlav)
- Søllerød (bebyggelse, ejerlav)
- Øverød (bebyggelse, ejerlav)